# Polygenis lakoi
Polygenis lakoi är en loppart som först beskrevs av Guimaraes 1948.  Polygenis lakoi ingår i släktet Polygenis och familjen Rhopalopsyllidae. Inga underarter finns listade i Catalogue of Life.